# Протести в Угорщині проти оподаткування Інтернету

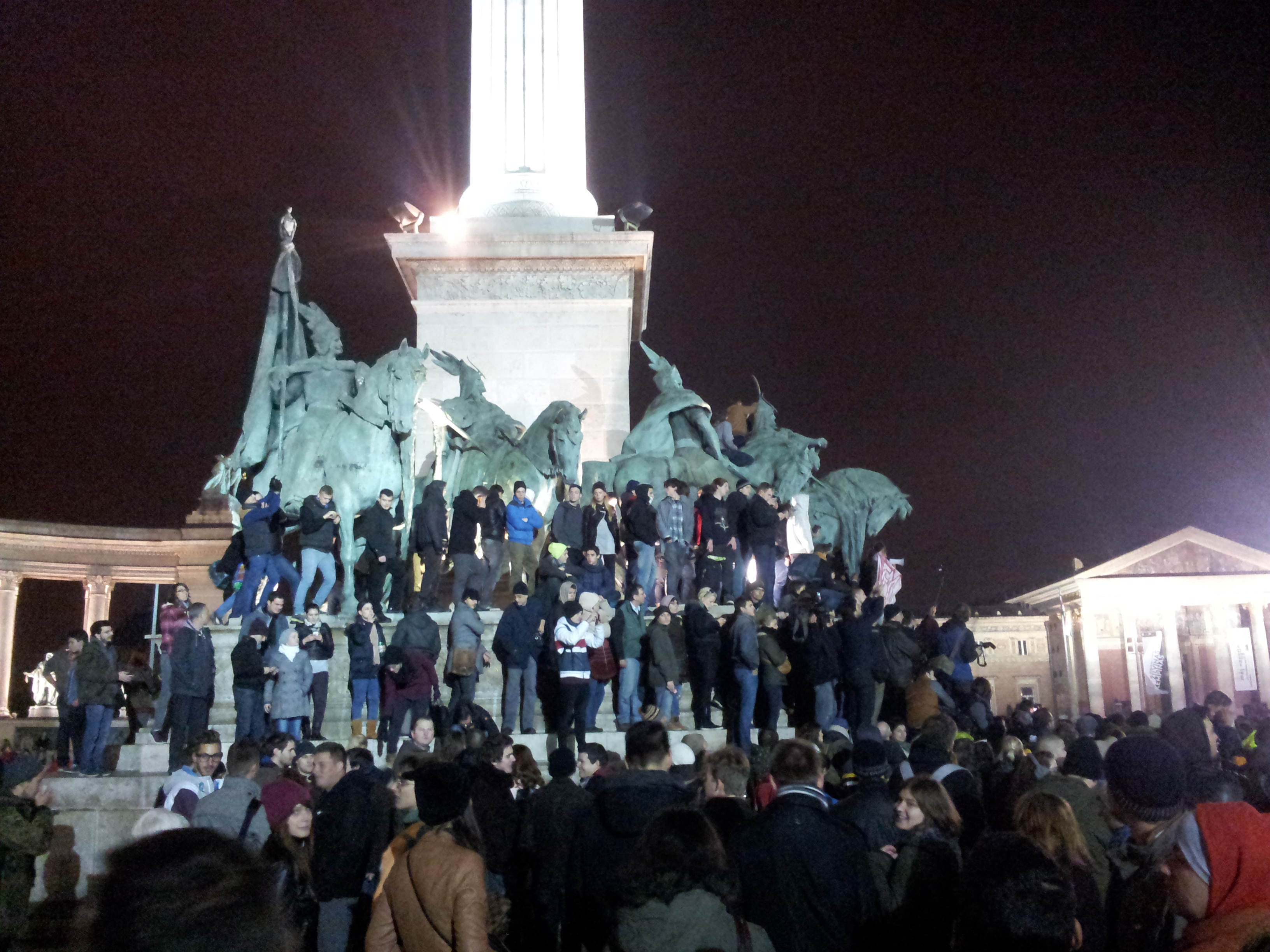

Протести в Угорщині проти оподаткування Інтернету — масові протести та антиурядові демонстрації наприкінці жовтня 2014 року. Були викликані оголошенням Уряду Угорщини про пропозицію оподаткування використання Інтернету.
Протести проходили в декількох містах і зібрали близько 100 тис. чоловік. Найбільш численні демонстрації відбулися в Будапешті — в них взяли участь більше 10 тис. чоловік.
Протестувальники вимагали відставки уряду Віктора Орбана. Вони розцінюють податок на користування всесвітньою Мережею як символ автократичного стилю правління влади.
Протести завершились скасуванням рішення про оподаткування Інтернету.